# Омгинское сельское поселение
Омги́нское се́льское поселе́ние — муниципальное образование в составе Вятскополянского района Кировской области России.
Центр — деревня Дым-Дым-Омга.

## История
Омгинское сельское поселение образовано 1 января 2006 года согласно Закону Кировской области от 07.12.2004 № 284-ЗО.

## Население
| 2010 | 2012  | 2013 | 2014 | 2015 | 2016 | 2017 |
| ---- | ----- | ---- | ---- | ---- | ---- | ---- |
| 1116 | ↘1036 | ↘985 | ↘946 | ↘923 | ↘911 | ↘900 |
| 2018 | 2019  | 2020 | 2021 |      |      |      |
| ↘873 | ↘854  | ↘819 | ↘649 |      |      |      |

## Состав
В состав поселения входят 6 населённых пунктов (население, 2010):
- деревня Дым-Дым-Омга — 649 чел.;
- деревня Виноградово — 193 чел.;
- посёлок Казанка — 111 чел.;
- посёлок Матанский Кордон — 52 чел.;
- деревня Новый Пинигерь — 77 чел.;
- село Суши — 34 чел.